# Palaemnema nathalia
Palaemnema nathalia là loài chuồn chuồn trong họ Platystictidae. Loài này được Selys mô tả khoa học đầu tiên năm 1886.